# Stora Svantjärnen, Dalarna
Stora Svantjärnen är en sjö i Borlänge kommun i Dalarna och ingår i Dalälvens huvudavrinningsområde. Sjöns area är 0,028 kvadratkilometer och den befinner sig 431 meter över havet.